# Peania (gmina)
Peania (gr. Δήμος Παιανίας, Dimos Peanias) – gmina w Grecji, w administracji zdecentralizowanej Attyka, w regionie Attyka, w jednostce regionalnej Attyka Wschodnia. Siedzibą gminy jest Peania. W 2011 roku liczyła 26 668 mieszkańców. Powstała 1 stycznia 2011 roku w wyniku połączenia dotychczasowych gmin Peania i Glika Nera.